# Alloproctoides xenochilus
Alloproctoides xenochilus är en mångfotingart som beskrevs av Nguyen Duy-Jacquemin och Bruno Condé 1982. Alloproctoides xenochilus ingår i släktet Alloproctoides och familjen Lophoproctidae. Inga underarter finns listade i Catalogue of Life.